# 스쿨뱅킹
스쿨뱅킹(영어: school banking)은 학교에 내야 하는 각종 납부금을 학부모 계좌에서 학교 계좌로 자동이체하는 시스템을 말한다.
초·중·고교의 각종 납부금, 즉 급식비, 현장학습비, 특기적성교육 활동비, 등록금 등이 학부모의 예금계좌에서 학교의 수납계좌로 정해진 날짜에 자동이체 처리되도록 만든 시스템이다. 
스쿨뱅킹은 학교가 지정한 금융 기관과 연계하여 이루어지며, 학부모들은 스쿨뱅킹 자동납부 신청서를 작성하여 이용할 수 있다.
현금으로 납부금을 낼 경우 발생할 수 있는 도난·분실 문제를 해소하고, 학교폭력으로부터 아이들을 보호할 수 있는 데다 학부모가 납부일에 맞춰 은행에 가서 지로로 납부할 때 겪는 번거로움이 없다는 장점이 있다.
또, 학교 측에서도 수납업무로 인한 부담을 덜 수 있다.